# 二十七烷
二十七烷（英語：Heptacosane）是含有27個碳原子的直鏈烷烴，化學式為C27H56，外觀為無色、透明的蠟狀晶體。它理论上存在240215803种同分异构体。它可以1-溴壬烷和壬二酰氯为原料，进行脱卤、还原制得。